# Hugo Dingler
Hugo Albert Emil Hermann Dingler (München, 7 juli 1881 – aldaar, 29 juni 1954) was een Duits wetenschapper en filosoof. Zijn werk heeft invloed gehad op de zogenaamde Erlangenschool, een Duitse school van filosofen met onder meer Paul Lorenzen en Peter Janich. Zijn wetenschapsfilosofie wordt wel gezien als een vorm van conventionalisme.

## Biografie
Hugo Dingler studeerde wiskunde, filosofie en fysica bij Felix Klein, Hermann Minkowski, David Hilbert, Edmund Husserl, Woldemar Voigt en Wilhelm Röntgen aan de universiteiten van Göttingen en München. Hij studeerde af aan de universiteit van München met een thesis onder begeleiding van Aurel Voss. Zijn doctoraat behaalde hij in 1906, in wiskunde, fysica en astronomie onder begeleiding van Ferdinand von Lindemann. In 1910 deed Dingler zijn eerste poging om een habilitatie te behalen, dat echter faalde. Een tweede poging volgde twee jaar later, dit keer wel met succes. Vervolgens gaf Dingler les als privaatdocent met lezingen in de wiskunde, filosofie en wetenschapsgeschiedenis. Hij werd professor aan de universiteit van Münich in 1920, en in 1932 kreeg hij de positie van professor ordinarius in Darmstadt. 
In München verzamelde hij ook een groep denkers rond zich en vormde de zogenaamde 'Dingler-kring' (Dinger-Kreis), met onder meer Eduard May, Wilhelm Müller, Bruno Thüring en Max Steck. Dingler was zelf een sterke criticus van de relativiteitstheorie, en deze kring stond ook sympathiek tegenover het idee van een zogenaamde "Duitse fysica" die superieur was aan de "Joodse fysica". Dinglers kritiek was echter meer dan 'cultureel', maar hing ook samen met zijn filosofische visie op wetenschap.
In 1934, een jaar nadat de nazi's aan de macht kwamen in Duitsland werd hij uit deze positie ontheven voor nog onduidelijke redenen. Zelf beweerde Dingler in latere interviews dat dit te wijten was aan zijn te positieve geschriften over het Jodendom, zoals Die Kultur der Juden (1919). In feite zijn zowel philosemitische als antisemitische boodschappen in zijn werk terug te vinden. Uiteindelijk zou Dingler in 1940 ook lid worden van de NSDAP, waarop hij in november datzelfde jaar, na eveneens enige briefwisseling met Joseph Goebbels, vervolgens weer een onderwijspositie kreeg.
In 1945, na de Tweede Wereldoorlog, werd hij uit deze positie ontheven. In zijn verdere leven zou hij er niet meer in slagen een leerstoel vast te krijgen. Bovendien werd hem in 1948 een geldstraf van 1380 Reichsmark opgelegd voor zijn collaboratie met het naziregime.
Uiteindelijk sterft Hugo Dingler op 29 juni 1954 te München ten gevolge van een hartverlamming.

## Filosofie
Dingler zijn filosofie wordt vaak beschreven als een vorm van conventionalisme, onder meer door Karl Popper, of zelfs als een 'radicaal' conventionalisme of 'kritisch voluntarisme', zoals door Rudolf Carnap. Zelf beschreef hij zijn positie initieel als 'kritisch conventionalisme' in contrast met een 'naïef' conventionalisme dat hij toeschreef aan auteurs zoals Henri Poincaré. Later stapt hij zelf af van het label van conventionalisme omdat het meer misverstanden oproept dan het oplost.
Dingler zelf was het eens met de conventionalisten dat de fundamentele aannames van de meetkunde en de fysica zaken waren die men noch empirisch kon terugvinden in de wereld noch trancendentaal kon deduceren. Tegelijkertijd wijkt hij af van het conventionalisme in de stelling dat er geen radicale vrijheid bestaat om vervolgens dan maar tussen meerdere verschillende conventionele startpunten te kiezen naargelang men wenst. Volgens Dingler blijft de euclidische meetkunde en de newtoniaanse mechanica primair, maar enkel omwille van het feit dat deze gestoeld zijn op een reeks operationele meetprocedures die aan de wiskundige of fysische theorie voorafgaan. Wil men tot een fysisch-wiskundige beschrijving van de werkelijkheid komen, zo stelt Dingler, moet men eerst meetinstrumenten introduceren. Deze instrumenten zelf, echter, kunnen nog niet gebaseerd zijn op fysisch-wiskundige principes, want die zijn nog niet beschikbaar. Ze stoelen daarentegen wel op een reeks praktische operaties en handelingen, die uiteindelijk gegrond zijn in een wilsbesluit (vandaar het label 'voluntarisme').
Mede als gevolg hiervan verzette Dingler zich dan ook sterk tegen nieuwe ontwikkelingen in de fysica, zoals de relativiteitstheorie van Albert Einstein en de kwantummechanica. Hoogstens zijn zulke theorieën voor Dingler interessante theoretische speculaties, maar men mag ze niet verwarren met de werkelijkheid, waarvan onze kennis uiteindelijk in onze praktische handelingen in de wereld, en niet in theoretische speculaties gegrond zijn. In dit primaat van de leefwereld tegenover het wetenschappelijk wereldbeeld komt Dingler ook dicht bij het latere standpunt van Edmund Husserl, van wie hij student in Göttingen was en later ook een briefwisseling mee onderhield. Husserl zelf spreekt zich echter niet uit tegen de relativiteitstheorie of kwantummechanica.
Hoewel in zijn Dingler besproken werd door voorname tijdgenoten, zoals Popper of Carnap, is zijn werk vandaag grotendeels vergeten. In Duitsland, echter, heeft zijn werk enige navolging gekregen in de zogenaamde 'Erlangenschool'. Deze filosofische beweging startte in de jaren 60 in het werk van Paul Lorenzen en werd vervolgens uitgewerkt door Kuno Lorenz, Wilhelm Kamlah, Peter Janich en Jürgen Mittelstraß. In tegenstelling tot Dingler verzetten zij zich niet principieel tegen de relativiteitstheorie, maar proberen deze net een plaats te geven, en schrijven zij ook geen fundamenteel primaat toe aan de alledaagse leefwereld en praktisch handelen. Deze school werkt een vorm van filosofisch constructivisme uit, soms wel 'methodisch constructivisme' genoemd.